# داسو ام‌دی ۳۱۵ فلامانت
داسو ام‌دی ۳۱۵ فلامانت (به انگلیسی: Dassault MD 315 Flamant) یک هواگرد ساختِ کارخانهٔ داسو اویاسیون در کشور فرانسه است. نخستین استفاده‌کنندهٔ این هواپیما نیروی هوایی فرانسه بوده‌است. این هواگرد برای نخستین بار در ۶ ژوئیه ۱۹۴۷ میلادی مورد استفاده قرار گرفت.